# Costella flotant

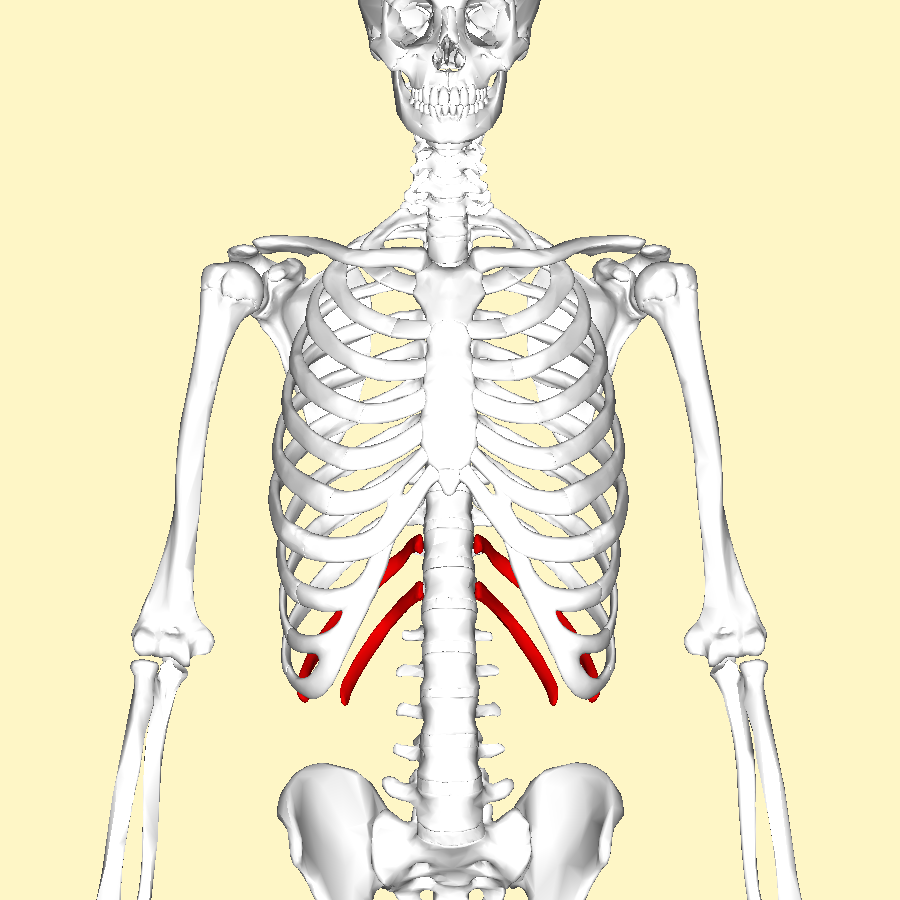
Les quatre costelles flotants, representades en vermell

Les costelles flotants (en llatí: costae fluctuantes, costae fluitantes) són quatre costelles atípiques que es presenten en el costellam humà. S'anomenen així pel fet que només estan unides a les vèrtebres i no a l'estèrnum o al cartílag que prové de l'estèrnum. A algunes persones els manca un dels dos parells mentre que d'altres tenen un tercer parell. Tanmateix la majoria de les persones en tenen dos parells.
La seva posició pot estar alterada permanentment per una forma de modificació del cos anomenada de cordó atapeït (tightlacing), la qual fa servir una cotilla per comprimir i moure les costelles.

## Imatges addicionals

Costelles flotants (en vermell).
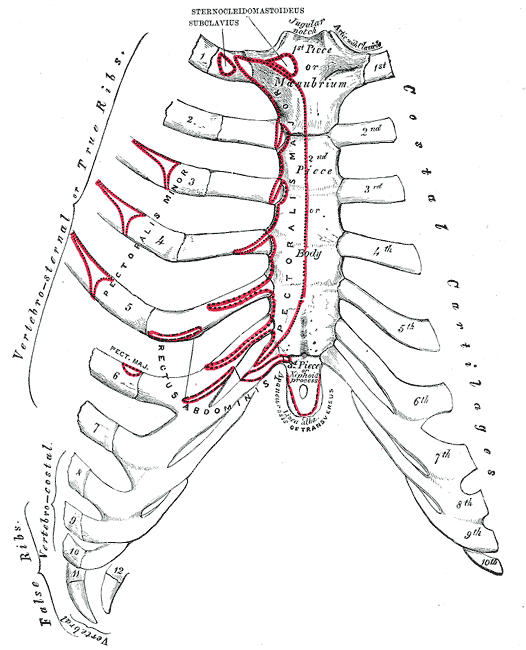
Superfície anterior de l'estèrnum i els cartílags de les costelles
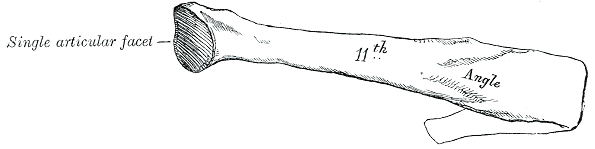
onzena costella
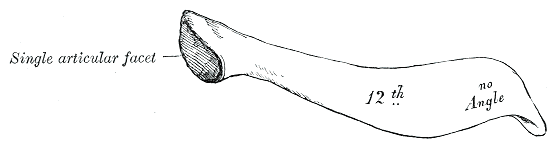
dotzena costella
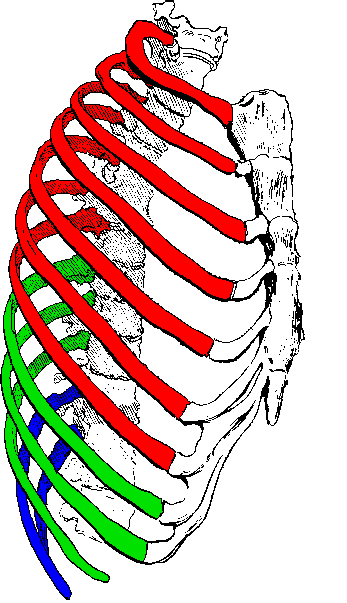
Costelles flotants (en blau).